# Echioceras
Echioceras es un género extinto de moluscos cefalópodos de la subclase Ammonoidea
del Jurásico Inferior. Es un amonite que tuvo su hábitat en los mares poco profundos. Sus fósiles fueron encontrados en todo el mundo.

## Forma de vida
A ciencia cierta no se puede saber como vivía Echioceras, pero se cree que nadó en los mares poco profundos. Su concha angosta y de espiral amplia estaba reforzada por costillas radiales que la atravesaban. La cabeza tentaculada salía por el extremo abierto de la concha en busca de su alimento, que eran pequeños organismos.

## Hábitos alimenticios
Se cree que era un nadador lento, que se alimentaba de carroña, más que ser un cazador activo. Al igual que muchos amonites,  Echioceras probablemente nadaba a ras del lecho marino y atrapaba todos los objetos comestibles que pudiera meter en su pico.

## Morfología
Midiendo 6 cm de diámetro, este amonite vivía dentro de su concha en espiral. La concha estaba dividida en cámaras. La central era la cavidad o cámara más antigua. Cuando el joven amonite era demasiado grande para la cámara, construía otra más, y así sucesivamente mientras iba creciendo. Las cámaras vacías servían como tanques de flotación. Un pequeño tubo que atravesaba estas cavidades desagotaba el agua y las llenaba de gas, lo que hacia a Echioceras lo suficientemente liviano como para flotar.

## Géneros relacionados
- Asteroceras